# Huta (obwód iwanofrankiwski)
Huta (ukr. Гута) – wieś na Ukrainie, w  obwodzie iwanofrankiwskim, w rejonie bohorodczańskim.

## Linki zewnętrzne

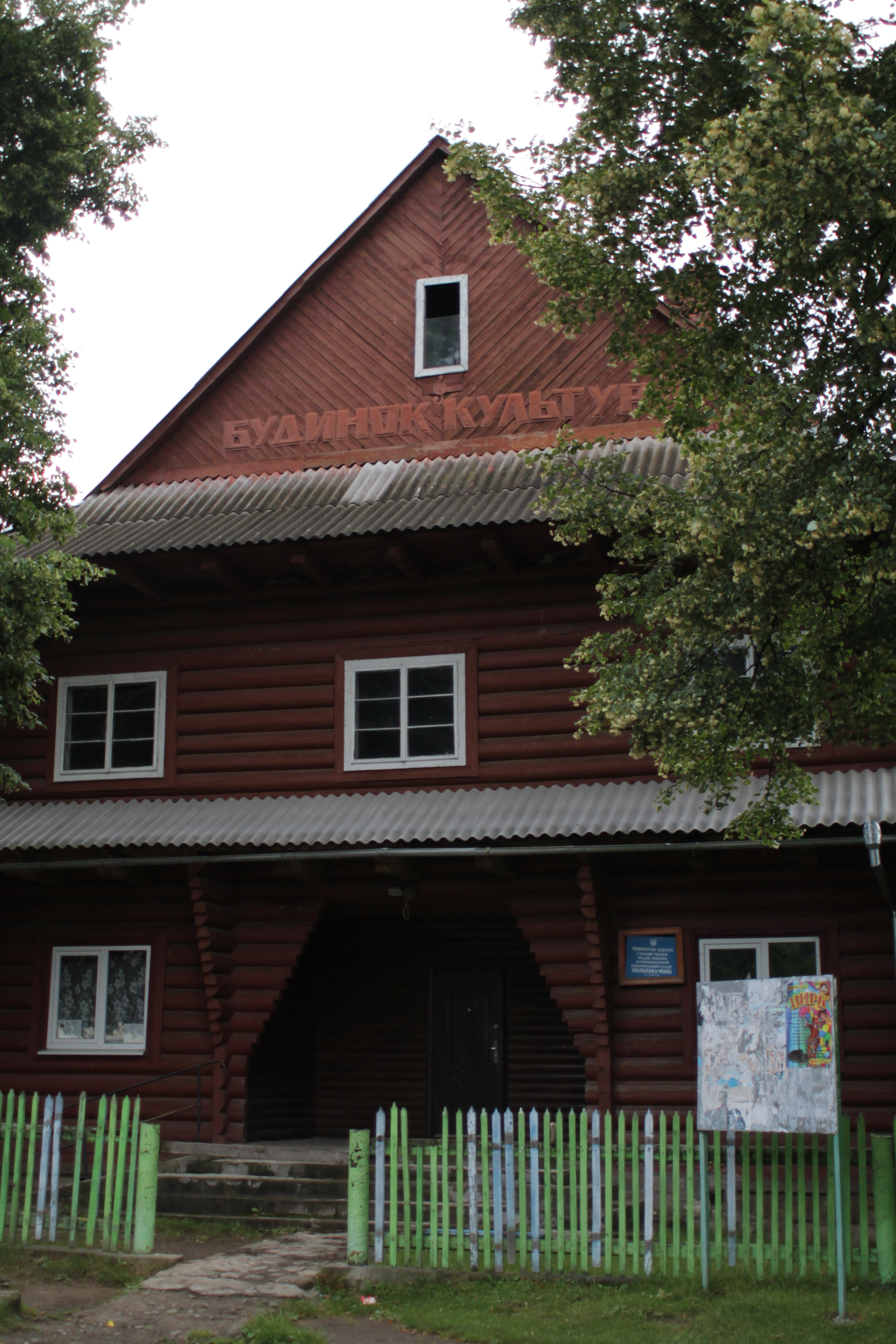
Dom kultury